# John Burke (Autor)
John Frederick Burke (geboren am 8. März 1922 in Rye, East Sussex; gestorben am 20. September 2011 in Kirkcudbright, Schottland) war ein britischer Schriftsteller. Er ist Verfasser zahlreicher Romanfassungen von Filmen und Fernsehserien, außerdem von Genreliteratur in den Bereichen Science-Fiction, Horror und Krimi, die unter einer ganzen Reihe von Pseudonymen erschienen. Seine deutschen Übersetzungen erschienen auch mit der Verfasserangabe Jonathan Burke.

## Leben
Burke war der Sohn von Frederick Goode Burke, einem Polizeioffizier, und von Lilian Gertrude, geborene Sands.
Nach dem Besuch der Holt High School in Liverpool arbeitete er ab 1955  in London, zunächst in der Herstellung bei dem Verlag Museum Press, von 1956 bis 1959 als Redaktionsleiter bei der Books for Pleasure Group, dann bis 1963 in der Öffentlichkeitsarbeit von Shell. Von 1963 bis 1965 war er Story Editor im europäischen Zweig von Twentieth Century Fox, ab 1965 freier Schriftsteller.
Ende der 1930er-Jahre war Burke Mitglied des britischen SF-Fandom und hatte bereits Geschichten in Fanzines wie The Fantast veröffentlicht. 1947 erschien ein erster Roman, Swift Summer, für den er 1947 den Atlantic Award in Literature der Rockefeller Foundation erhielt. Erste professionelle Genre-Veröffentlichungen begannen 1952 mit der Horrorgeschichte The Lost Child, die in dem Magazin Magpie erschien, sein SF-Debüt war im Januar 1953 die Veröffentlichung von Crossroads in New Worlds. In den folgenden Jahren verfasste Burke unter einer Vielzahl von Pseudonymen Romane und Kurzgeschichten nicht sowohl im SF-Genre als auch im Bereich Horror und Weird Fiction, außerdem waren noch einige Krimis dabei.
Ab den 1960er-Jahren waren Romanfassungen der Schwerpunkt. Burke schrieb das „Buch zum Film“ für
Blick zurück im Zorn,
Der Löwe von Sparta,
Die tollkühnen Männer in ihren fliegenden Kisten,
Tschitti Tschitti Bäng Bäng,
Banditen auf dem Mond und zahlreiche weitere Filme und Fernsehserien.
Auch für den Beatles-Film Yeah! Yeah! Yeah! schrieb er eine Romanfassung. In den 1970er-Jahren erschien eine dreibändige Reihe um die Figur des Dr. Caspian, einen Detektiv im Bereich des Übersinnlichen.
Neben seinen belletristische Werken verfasste er auch eine Reihe von historischen Sachbüchern, Texte zu Bildbänden und Reiseliteratur.
Er war Mitglied der Crime Writers’ Association, des Danish Club und der East Anglian Writers.
Burke war verheiratet mit Joan Morris. Die Ehe wurde 1963 geschieden. Im gleichen Jahr heiratete er Jean Williams. Er hatte sieben Kinder.

## Bibliografie

### Serien
UFO (Romanfassungen zur Fernsehserie)
- 1 Gerry Anderson’s UFO (1970; auch: UFO-1 Flesh Hunters, 1973)
- 2 Gerry Anderson’s UFO 2 (1971; auch: UFO-2 Sporting Blood, 1973)

Jason King
- Jason King (1972)
- Kill Jason King (1972)

The Adventures of Dr. Caspian and Bronwen (Romane)
- 1 The Devil’s Footsteps (1976)
- 2 The Black Charade (1977)
- 3 Ladygrove (1978)
- 4 The Blackshore Dreamer (2012, Kurzgeschichte in: Johnny Mains (Hrsg.): The Screaming Book of Horror)

Bill
- The Bill (1985)
- The Bill 2 (1987)
- The Bill 3 (1989)
- The Bill 4 (1990)
- The Bill 5 (1991)
- The Bill 6 (1992)

London’s Burning
- 1 London’s Burning (1997)
- 2 Blue Watch Blues (1995)
- 3 Flashpoint (1995)

DI Lesley Gunn
- 1 The Merciless Dead (2008)
- 2 The Second Strain (2002)
- 3 Death by Marzipan (2001)
- 4 Wrong Turnings (2018)
- 5 Bareback (1998)

### Romane
- Swift Summer (1949; als J F Burke)
- The Outward Walls (1952)
- The Dark Gateway (1953; als Jonathan Burke)
  - Deutsch: Tor der Dämonen. Übersetzt von Heinrich F. Gottwald. Bewin (Roman aus dem Jahre 2100), 1954. Auch als: Die weißen Adepten. Übersetzt von Heinrich F. Gottwald. Bewin SF #1630, 1971.
- The Echoing Worlds (1953; als Jonathan Burke)
  - Deutsch: Die letzte Schlacht. Übersetzt von Heinrich F. Gottwald. Bewin (Roman aus dem Jahre 2100), 1954. Auch als: Schlacht im Weltenraum. Übersetzt von Heinrich F. Gottwald. Lehning Luna Utopia #7, 1957.
- Ambush At Lava Rock (1953; als Russ Ames)
- Billy the Kid (1953; als Russ Ames)
- The Chisholm Trail (1953; als Russ Ames)
- Handsome Hellion (1953; als Russ Ames)
- Justice At Gyp Hills (1953; als Russ Ames)
- Kid Fury (1953; als Russ Ames)
- Kill or Be Killed (1953; als Russ Ames)
- Twilight of Reason (1954)
  - Deutsch: Parasiten. Übersetzt von Walter Spiegl. Pabel (Utopia-Großband #16), 1955.
- Hotel Cosmos (1954; als Jonathan Burke)
  - Deutsch: Hotel Cosmos. Übersetzt von Armin von Eichenberg. Widukind-Verlag, Balve i.W. 1960, DNB 450713776.
- The Caballero (1954; als Russ Ames)
- Colt Cavalier (1954; als Russ Ames)
- Drowned By Fire (1954; als Russ Ames)
- The Echoing Worlds (1954; als Jonathan Burke)
  - Deutsch: Die letzte Schlacht : Roman aus dem Jahre 2100. Übersetzt von Heinrich Gottwald. Bewin, DNB 770148832.
- Pattern of Shadows (1954)
- Deep Freeze (1955)
- Revolt of the Humans (1955)
  - Deutsch: Revolte der Menschheit. Übersetzt von Clark Darlton. Pabel (Utopia-Großband #38), 1956.
- Private Satellite (2 Teile in: Authentic Science Fiction Monthly, #61 September 1955 ff.)
- Gentle City (1955; als Russ Ames)
- Revolt of the Humans (1955; als Jonathan Burke)
- The Poison Cupboard (1956)
- Pursuit Through Time (1956)
- Fear By Instalments (1960)
- Deadly Downbeat (1962; als Jonathan Burke)
  - Deutsch: Drei tolle Tage : Kriminal-Roman. Übersetzt von Ingrid von Blücher. Goldmanns Taschen-Krimi #1215, München 1963, DNB 450713784.
- Guilty Party (1963)
  - Deutsch: Protokoll einer Nacht : Kriminalroman. Nach dem Theaterstück von George Ross und Campbell Singer. Übersetzt von Margitta de Hervás. Scherz (Die schwarzen Kriminalromane #278), Bern, München und Wien 1967, DNB 456240799.
- Dr. Terror’s House of Horror (1965)
  - Deutsch: Die Todeskarten des Dr. Schreck. Übersetzt von Maria Lampus. Heyne-Bücher #418, München 1966, DNB 456240780.
- That Magnificent Air Race (1965)
  - Deutsch: Die Luft hat keine Balken : Der Roman zu dem Film „Die tollkühnen Männer in ihren fliegenden Kisten“. Übersetzung von Edmund Th. Kauer. Heyne-Bücher #413, München 1966, DNB 456240810.
- Only the Ruthless Can Play (1965)
  - Deutsch: Ein Spiel für harte Männer : Kriminalroman. Übersetzt von Hella Brackel. Goldmann-Taschenkrimi #2168, München 1966, DNB 456240845.
- Goodbye, Gillian (1966; als Jonathan Burke)
- The Trap (1966)
  - Deutsch: Wie ein Schrei im Wind. Übersetzt von Maria Lampus. Heyne-Bücher #477, München 1967, DNB 456240829.
- The Weekend Girls (1966; als Jonathan Burke)
- Dracula (1967)
- Gossip to the Grave (1967; als Jonathan Burke)
- The Jokers (1967; als Martin Sands)
- Maroc 7 (1967; als Martin Sands)
- Privilege (1967)
- Till Death Us Do Part (1967)
- The Bliss of Mrs. Blossom (1968; als Jonathan Burke)
  - Deutsch: Hausfreunde sind auch Menschen. Übersetzung von Dieter Heuler. Nach dem Drehbuch von Alec Coppel und Denis Norden. Heyne-Bücher #638, München 1969, DNB 456240772.
- Chitty Chitty Bang Bang (1968)
- Smashing Time (1968)
  - Deutsch: Tolle Zeiten. Geschrieben nach dem gleichnamigen Filmdrehbuch von George Melly. Übersetzt von Alex Th. Anderson. Moewig-Taschenbücher #56, München 1968, DNB 456240802.
- Someone Lying, Someone Dying (1968; als Jonathan Burke)
- Moon Zero Two (1969)
- Rob the Lady (1969; als Jonathan Burke)
- The Smashing Bird I Used To know (1969)
- All the Right Noises (1970)
- Four Stars for Danger (1970; als Jonathan Burke)
- The Kill Dog (1970; als Jonathan George)
- Strange Report (1970)
- Dad’s Army (1971)
- Dead Letters (1972; als Jonathan George)
- Expo 80 (1972)
- The Adventurer (1973; als Robert Miall)
- Darsham’s Tower (1973; als Harriet Esmond)
- Location Shots (1973; als J. F. Burke)
  - Deutsch: West Side Hotel : Kriminalroman. Übersetzt von Wulf Bergner. Goldmann-rote-Krimi #4559, München und Wollerau/Schweiz 1976, ISBN 3-442-04559-2.
- The Protectors (1973; als Robert Miall)
- Death Trick (1975; als Jonathan Burke)
  - Deutsch: König Kunde killt man nicht : Kriminalroman. Übersetzt von Tony Westermayr. Goldmann-rote-Krimi #4567, München und Wollerau/Schweiz 1976, ISBN 3-442-04567-3.
- The Eyestones (1975; als Harriet Esmond)
- Luke’s Kingdom (1976)
- The Florian Signet (1977; als Harriet Esmond)
- The Kama Sutra Tango (1977; als Jonathan Burke)
  - Deutsch: Pust’ ihn um, Joe. Übersetzt von Hardo Wichmann. Scherz-Action-Krimi #694, Bern, München 1979, ISBN 3-502-55694-6. Auch als: Ragtime für einen Mörder. Übersetzt von Hardo Wichmann. Scherz-Krimis #1403, Bern, München und Wien 1993, ISBN 3-502-51403-8.
- Crazy Woman Blues (1978; als Jonathan Burke)
  - Deutsch: Mit Piano und Pistole. Übersetzt von Felix von Poellheim. Scherz-Action-Krimi #729, Bern, München 1979, ISBN 3-502-55729-2.
- Kelly Among the Nightingales (1979; als Jonathan Burke)
  - Deutsch: Stich ins Wespennest. Übersetzt von Simon Stein. Scherz-Action-Krimi #762, Bern, München 1980, ISBN 3-502-55762-4.
- Prince Regent (1979)
- King and Castle (1986)
- Hang Time (2007)
- The Golden Horns (2011)
- The Old Man of the Stars (2011)
- The Nightmare Whisperers: A Novel of Horror (2012)
- Echo of Barbara (2013)
- The Twisted Tongues (2013)
- Dreams, Demons and Death (2014)
- The Eye Stones (2018; mit Jean Burke)

### Sammlungen
- Alien Landscapes (1955)
- Dr Terror’s House of Horrors (1965)
- Exodus From Elysium (1965)
- The Hammer Horror Film Omnibus (1966)
- The Second Hammer Horror Film Omnibus (1967)
- We’ve Been Waiting for You And Other Tales of Unease (2000)
- The Golden Horns: A Mystery Novel / Murder, Mystery, and Magic: Macabre Stories (2011)
- The Old Man of the Stars (2011)
- Dreams, Demons and Death (2014)
- The Envied (2015)

### Kurzgeschichten
1939:
- Citadel of Dreams (4 Teile in: The Satellite, April 1939 ff.; mit Charles Eric Maine, Frank D. Wilson und John Christopher)
- Conversation in a Spaceship (in: The Fantast, September 1939)

1941:
- The Survivors (in: The Fantast, March 1941; mit John Christopher)

1953:
- Chessboard (in: New Worlds, #19 January 1953)
- Golden Slumbers (in: New Worlds Science Fiction, #20 March 1953)
- Cancel Tomorrow (in: Authentic Science Fiction Monthly, #34 (June) 1953)
- The Loneliest World (in: Authentic Science Fiction Monthly, #36 (August) 1953)
- Old Man of the Stars (in: Authentic Science Fiction Monthly, #38 (October) 1953)
- For You, the Possessed (in: Authentic Science Fiction Monthly, #40 December 1953)
- Time to Go Home (in: Science-Fantasy, v 2 # 6, Spring 1953)

1954:
- The Censors (in: Authentic Science Fiction Monthly, #41 January 1954)
- Detective Story (in: Science Fantasy, v 3 # 7, 1954)
- Stand-In (in: Authentic Science Fiction Monthly, #43 (March) 1954)
- The Gamble (in: New Worlds Science Fiction, #23 May 1954)
- Once Upon a Time (in: Science Fantasy, May 1954)
- Asteroid Crusoe (in: Authentic Science Fiction Monthly, #49 September 1954)
- The Perfect Secretary (in: New Worlds Science Fiction, #27 September 1954)
- The Envied (in: Authentic Science Fiction Monthly, #51 November 1954)
- Free Treatment (1954, in: The British Science Fiction Magazine, Vol 1 No 8)

1955:
- The Adjusters (in: Science Fantasy, April 1955)
- An Apple for the Teacher (1955, in: Nebula Science Fiction, Number 12)
- Personal Call (in: Authentic Science Fiction Monthly, #56 April 1955)
- Desirable Residence (in: Authentic Science Fiction Monthly, #58 (June) 1955)
- Let There Be Rain (in: Authentic Science Fiction Monthly, #60 (August) 1955)
- Job Analysis (in: Authentic Science Fiction Monthly, #64 (December) 1955)

1956:
- The Eve of Waterloo (in: Authentic Science Fiction, #69 (May) 1956)

1957:
- Fashion Me a Dream (in: Authentic Science Fiction, #76 (January) 1957)
- The Recusants (in: Authentic Science Fiction, #77 (February) 1957)
- Peter Preserved (in: Science Fantasy, August 1957)

1958:
- Colour Bar (1958, in: Nebula Science Fiction, Number 27)
- The New Folks at Home (in: Science Fantasy, August 1958)

1963:
- When I Come Back (1963, in: New Worlds Science Fiction, December)

1965:
- All Mad, Except Me (1965, in: John Burke: Exodus From Elysium)
- Creeping Vine (1965, in: John Burke: Dr Terror’s House of Horrors)
- Disembodied Hand (1965, in: John Burke: Dr Terror’s House of Horrors)
- The Entity Strikes Twice (1965, in: John Burke: Exodus From Elysium)
- Exodus from Elysium (1965, in: John Burke: Exodus From Elysium)
- Party Games (1965, in: Herbert van Thal (Hrsg.): The Sixth Pan Book of Horror Stories)
- The Robot Wife (1965, in: John Burke: Exodus From Elysium)
- Vampire (1965, in: John Burke: Dr Terror’s House of Horrors)
- Voodoo (1965, in: John Burke: Dr Terror’s House of Horrors)
- Werewolf (1965, in: John Burke: Dr Terror’s House of Horrors)

1966:
- The Curse of Frankenstein (1966, in: John Burke: The Hammer Horror Film Omnibus)
- The Curse of the Mummy’s Tomb (1966, in: John Burke: The Hammer Horror Film Omnibus)
- The Gorgon (1966, in: John Burke: The Hammer Horror Film Omnibus)
- Incubus for Hire (1966, in: Alex Hamilton (als Donald Speed) (Hrsg.): My Blood Ran Cold)
- The Revenge of Frankenstein (1966, in: John Burke: The Hammer Horror Film Omnibus)

1967:
- Dracula – Prince of Darkness (1967, in: John Burke: The Second Hammer Horror Film Omnibus)
- The Lost Child (1967, in: Herbert van Thal (Hrsg.): Lie Ten Nights Awake)
- The Plague of the Zombies (1967, in: John Burke: The Second Hammer Horror Film Omnibus)
- Rasputin – The Mad Monk (1967, in: John Burke: The Second Hammer Horror Film Omnibus)
- The Reptile (1967, in: John Burke: The Second Hammer Horror Film Omnibus)

1968:
- A Comedy of Terrors (1968, in: Herbert van Thal (Hrsg.): The Ninth Pan Book of Horror Stories)
- Don’t You Dare (1968, in: Alex Hamilton (Hrsg.): Splinters)

1969:
- Be Our Guest (1969, in: John Burke: More Tales of Unease)
- The Tourists (1969, in: Richard Davis (Hrsg.): Tandem Horror 3)

1970:
- The Provoker (in: Argosy (UK), December 1970)
- Casualty (1970, in: Rosemary Timperley (Hrsg.): The Sixth Ghost Book)

1971:
- Flitting Tenant (1971, in: Rosemary Timperley (Hrsg.): The Seventh Ghost Book)

1972:
- The Loiterers (1972, in: Rosemary Timperley (Hrsg.): The Eighth Ghost Book)

1973:
- False Harmonic (1973, in: Rosemary Timperley (Hrsg.): The Ninth Ghost Book)

1974:
- Leave of Absence (1974, in: Aidan Chambers (Hrsg.): The Tenth Ghost Book)

1975:
- The Custodian (1975, in: Aidan Chambers (Hrsg.): The Eleventh Ghost Book)

1976:
- And Cannot Come Again (1976, in: John Burke: New Tales of Unease)

1980:
- Lucille Would Have Known (1980, in: Ramsey Campbell (Hrsg.): New Terrors 2)

1992:
- One Day You’ll Learn (1992, in: Nicholas Royle (Hrsg.): Darklands 2)

1997:
- A Game of Consequences (1997, in: Andrew Haigh (Hrsg.): Scaremongers)
- The Right Ending (1997)

2000:
- The Calculated Nightmare (2000, in: John Burke: We’ve Been Waiting for You And Other Tales of Unease)
- Collaboration (2000, in: John Burke: We’ve Been Waiting for You And Other Tales of Unease)
- Handfast (2000, in: John Burke: We’ve Been Waiting for You And Other Tales of Unease)
- We’ve Been Waiting for You (2000, in: John Burke: We’ve Been Waiting for You And Other Tales of Unease)

2002:
- A Habit of Hating (2002, in: Stephen Jones und David Sutton (Hrsg.): Dark Terrors 6: The Gollancz Book of Horror)

2004:
- The Devil’s Tritone (2004, in: Stephen Jones (Hrsg.): The Mammoth Book of Vampires)

2005:
- The Bite of the Tawse (2005, in: Stephen Jones (Hrsg.): Don’t Turn Out the Light)

2010:
- Acute Rehab (2010, in: Johnny Mains (Hrsg.): Back from the Dead: The Legacy of The Pan Book of Horror Stories)
- Corrected Proofs (2010, in: Stephen Jones (Hrsg.): Brighton Shock!)
- The Stare (2010, in: Johnny Mains (Hrsg.): Back from the Dead: The Legacy of The Pan Book of Horror Stories)

2011:
- Agent’s Cut (2011, in: John Burke: The Golden Horns: A Mystery Novel / Murder, Mystery, and Magic: Macabre Stories)
- The Lorelei Hunger (2011, in: John Burke: The Golden Horns: A Mystery Novel / Murder, Mystery, and Magic: Macabre Stories)
- Please Put Me in a Book (2011, in: John Burke: The Golden Horns: A Mystery Novel / Murder, Mystery, and Magic: Macabre Stories)
- The Svengali Variations (2011, in: John Burke: The Golden Horns: A Mystery Novel / Murder, Mystery, and Magic: Macabre Stories)

2014:
- Miss Mouse and Mrs. Mouse (2014, in: John Burke: Dreams, Demons and Death)
- Poor Cora (2014, in: John Burke: Dreams, Demons and Death)

### Anthologien
- Tales of Unease (1966)
- More Tales of Unease (1969)
- New Tales of Unease (1976)

### Sachliteratur
- Suffolk (1971)
- England in colour (1974)
- Sussex (1974)
- English villages (1975)
- Beautiful Britain (1976)
- Czechoslovakia (1976)
- Suffolk in photographs (1976)
- Historic Britain (1977)
- Life in the villa in Roman Britain (1978)
- Life in the castle in medieval England (1979)
- The English Inn (1981)
- The Sorcerers (2013)